# (23594) 1995 VJ2
1995 في جاي 2 (ويعرف أيضًا باسم (23594) 1995 في جاي 2 وفق تسمية الكوكب الصغير) (بالإنجليزية: 1995 VJ2)‏ هو كويكب ضمن حزام الكويكبات؛ وترتيبه 23594 من حيث الاكتشاف.
اكتُشف هذا الجُرم الفلكي بواسطة تاكيشي أوراتا ‏ في 13 نوفمبر 1995.

## وصلات خارجية
- (23594) 1995 VJ2 في قاعدة بيانات مختبر الدفع النفاث لأجرام النظام الشمسي الصغيرة

- الاكتشاف · مخطط المدار ·  العناصر المدارية · المعلمات المادية

- (23594) 1995 VJ2 على موقع ويكي سكاي: DSS2, SDSS, GALEX, IRAS, Hydrogen α, X-Ray, Astrophoto, Sky Map, Articles and images